# Elisabeth Bakambamba Tambwe
Elisabeth Bakambamba Tambwe (* 1971 in Kinshasa, Demokratische Republik Kongo) ist eine österreichische Tänzerin, Choreografin und Künstlerin.

## Leben und Wirken
Elisabeth Bakambamba Tambwes Eltern wanderten 1975 mit ihren vier Kindern über Belgien nach Frankreich aus, ihr Vater hatte Rechtswissenschaft studiert. Die Familie lebte zunächst in Lille, wo Elisabeth Bakambamba Tambwe zunächst eine katholische Privatschule und dann eine öffentliche Schule besuchte und sich für Kunst zu interessieren begann. Nach dem Baccalauréat studierte sie an der École des beaux-arts in Tourcoing und schloss das Studium 1998 ab.
Seit 2005 lebt und arbeitet sie in Wien. Neben ihren Choreografien, die sie unter anderem bei den Wiener Festwochen, dem Festival ImPulsTanz, dem Steirischen Herbst, dem Donaufestival, im Brut Wien, im Tanzquartier Wien und im WUK zeigte, tritt sie auch als Performance-Künstlerin in Erscheinung. Auch international trat sie auf; so unter anderem beim Festival Afrovibes in Amsterdam.
Sie ist mit einem Österreicher verheiratet und hat zwei Kinder.

## Kooperationen (Auswahl)
- 1999: Aqua Violina  von Anne Selliez
- 2003: Et Demain von Serge-Aimé Coulibaly
- 2004: Boyakodah von Georges Momboye
- 2004: Ssafra, Il Fuoco Dei Tamburi von Katina Genero und Cie Kaïdara
- 2004: La Notte Bianca von Katina Genero und Cie Kaïdara
- 2006: Las Bas Peut-Être von Graciane Finzi mit dem Orchestre Nationale de Montpellier
- 2006: Radio Okapi von Faustin Linyekula
- 2007: Confit De Canard von Robyn Orlin
- 2009: Easy Come, Easy Go von Oleg Soulimenko
- 2012: End of Feminism mit Dolce After Ghana
- 2012: Babysitting Tête de Cire von Robyn Orlin
- 2013: War von Amanda Piña und Daniel Zimmermann
- 2014: 100 Pas Presque von Taoufiq Izzediou
- 2015: A Third Step To Ideal Paradise von Claudia Bosse (theatercombinat)
- 2016: From The Future von Esther Stocker
- 2017: Approximation Linéarire von Esther Stocker
- 2017: Les Nouveaux Aristocrates von Monika Gintersdorfer
- 2019: Tarzan von God’s Entertainment
- 2020: Perfume von Mirabella Paidamwojo Dziruni, Zion Flex und Eric Vale

## Ausstellungen (Auswahl)
- 2010: The Barbie Trap. Installation in Ottakring
- 2011: Still Life. Bilder , Videoinstallationen und Performance. VIDC Wien[5]
- 2012: Gooseflesh
- 2013: Occupy The Museum. Weltmuseum Wien.[6]
- 2014: La Philosophie Banane. Installation. Weltmuseum Wien.[7]
- 2019: Und Schwester Makart geht auf Wanderschaft. Künstlerhaus Wien.[8]
- 2020–2021: Stories of Traumatic Pasts. Gruppenausstellung. Weltmuseum Wien.[9]